# In frostigen Tälern
In frostigen Tälern es el tercer álbum de la banda finlandesa, Timo Rautiainen & Trio Niskalaukaus y el primer con dos canciones en el idioma alemán.

## Canciones
1. Fernfahrer
2. Ein Guter Tag
3. Russlands Waisen
4. En Der Grenze
5. Alles Hat Seine Zeit
6. Liebe Ohne Grenzen
7. Stille
8. In Frostigen Tälern

- Datos: Q211836